# Сієста-Шорс (Техас)
Сієста-Шорс (англ. Siesta Shores) — переписна місцевість (CDP) в США, в окрузі Сапата штату Техас. Населення — 1450 осіб (2020).

## Географія
Сієста-Шорс розташована за координатами 26°51′1″ пн. ш. 99°15′21″ зх. д. / 26.85028° пн. ш. 99.25583° зх. д. (26.850259, -99.255808).  За даними Бюро перепису населення США в 2010 році переписна місцевість мала площу 4,10 км², з яких 1,90 км² — суходіл та 2,20 км² — водойми.

## Демографія
Згідно з переписом 2010 року, у переписній місцевості мешкали 1382 особи в 419 домогосподарствах у складі 335 родин. Густота населення становила 337 осіб/км².  Було 605 помешкань (148/км²). Згідно з переписом 2020 року населення збільшилось до 1450 осіб.
Расовий склад населення:
| - 95,4 % — білих - 1,2 % — корінних американців - 0,1 % — чорних або афроамериканців - 0,1 % — азіатів - 2,8 % — осіб інших рас |

До двох чи більше рас належало 0,3 %. Частка іспаномовних становила 93,6 % від усіх жителів.
За віковим діапазоном населення розподілялося таким чином: 34,6 % — особи молодші 18 років, 57,4 % — особи у віці 18—64 років, 8,0 % — особи у віці 65 років та старші. Медіана віку мешканця становила 26,7 року. На 100 осіб жіночої статі у переписній місцевості припадало 99,4 чоловіків;  на 100 жінок у віці від 18 років та старших — 93,6 чоловіків також старших 18 років.
Середній дохід на одне домашнє господарство  становив 36 967 доларів США (медіана — 22 428), а середній дохід на одну сім'ю — 35 276 доларів (медіана — 21 667). Медіана доходів становила 26 393 долари для чоловіків та 19 143 долари для жінок. За межею бідності перебувало 46,8 % осіб, у тому числі 73,4 % дітей у віці до 18 років та 0,0 % осіб у віці 65 років та старших.
Цивільне працевлаштоване населення становило 467 осіб. Основні галузі зайнятості: сільське господарство, лісництво, риболовля — 24,6 %, будівництво — 15,2 %, освіта, охорона здоров'я та соціальна допомога — 14,3 %.